# Black Celebration Tour
Black Celebration Tour (в переводе с англ. — «Мрачный праздник — Тур») — седьмой тур Depeche Mode в поддержку пятого студийного альбома «Black Celebration», а также ранее вышедших синглов «Shake the Disease» и «It’s Called a Heart». Прошёл с 29 марта по 16 августа 1986 года.

## Предыстория
В 1985 году вышло два вышеупомянутых сингла, а также «Stripped», впоследствии ставшая частью альбома «Black Celebration».
Из подготовки к тура ничего не изменилось, разве что теперь Depeche Mode имели новый многоканальный магнитофон.

## Проведение

### Первый и второй туры
Тур был разделён на 4 части, из которых одна посвящена Великобритании, ещё одна для Америке и Японии, а также две других для Европы.
На первых концертах Дейв Гаан исполнял «Here Is The House», хотя исполнителем песни был Гор. По всей видимости, вследствие недовольствия публики, песня была заменена в последующем на «New Dress».
Тур стартовал в Европе, в Оксфорде в конце марта и завершился в Рюссельсхайме в конце мая. Они также посетили Северную Америку, начав с Бостона и кульминировав в Ирвайнее (Калифорния). Затем, было совершено небольшое путешествие в Японию для трёх концертов.
В начале августа группа повергла второй «забег» по Европе с Фрежюса. После группа проведа четыре дополнительных концерта во Франции, а также, как последствие и ещё два шоу в Италии, прежде чем добраться до Дании.
Book of Love присоединилась к туру в начальном акте в Ганновере, 29 апреля и закончила выступать к 15 июля (по окончании 1-го тура), чтобы взять передышку.

### Третий и четвёртый туры
Примечательно, что пластинки в Америке шли на низких уровнях, но на концертах зрители исчислялись десятками тысяч, а билеты раскупались за несколько минут. В Британии ситуация была та же самая, но пластинки продавались как «горячие пирожки»:

«В числе тринадцати шоу было выступление в зале Шотландского центра для выставок и конференций в Глазго (10 000 мест), два концерта в бирмингемском Национальном выставочном центре (12 000 мест) и два на арене Уэмбли. Все это говорило <...> об их растущей популярности в качестве стадионной группы»— Дэниел Миллер
Четвёртый и заключительный тур был посвящён региональным городам Франции и Италии. Именно здесь случилось несколько забавных историй: одна из них рассказывает, что Дейв серьёзно ушиб лодыжку в нетрезвом состоянии, свалившись ночью с унитаза в душ.
Другая же говорит ещё и том, что техники наклеили на декорации плакаты с непристойными рисунками, дабы сбить с текста песни главного участника группы, хотя «план» так и не сработал.

## Сет-лист
1. "Christmas Island/Stripped" (вступление с фонограммы)
2. "Black Celebration"
3. "A Question of Time"
4. "Fly on the Windscreen"
5. "Shake the Disease"
6. "Leave in Silence"
7. "It's Called a Heart"
8. "Everything Counts"
9. Песня в исполнении Мартина Гора
  - "It Doesn't Matter Two"
  - "Somebody"[3].
  - "A Question of Lust"
10. "Here Is the House"
11. "Blasphemous Rumours"
12. "New Dress"[4].
13. "Stripped"
14. "Something to Do"
15. "Master and Servant"
16. "Photographic"
17. "People Are People"
Концовка 1
18. "Boys Say Go!"
19. "Just Can't Get Enough"
Концовка 2
20. "More Than a Party"

## Релизы
В переиздании студийного альбома можно найти такие записи с живых концертов, как «Black Celebration», «A Question of Time» и «Stripped». На синглах также были опубликованы «Something to Do» и «More Than A Party».

## Места и даты проведения
| Дата                     | Город           | Страна         | Зал/стадион                         |
| Европа                   | Европа          | Европа         | Европа                              |
| ------------------------ | --------------- | -------------- | ----------------------------------- |
| 29 марта 1986            | Оксфорд         | Великобритания | Apollo Theatre                      |
| 31 марта 1986            | Брайтон         | Великобритания | Brighton Centre                     |
| 2 апреля 1986            | Дублин          | Ирландия       | RDS Simmonscourt                    |
| 4 апреля 1986            | Белфаст         | Великобритания | Maysfield Centre                    |
| 6 апреля 1986            | Глазго          | Великобритания | SECC                                |
| 7 апреля 1986            | Уитли-Бэй       | Великобритания | Whitley Bay Ice Rink                |
| 9 апреля 1986            | Бирмингем       | Великобритания | National Exhibition Centre          |
| 10 апреля 1986           | Бирмингем       | Великобритания | National Exhibition Centre          |
| 12 апреля 1986           | Манчестер       | Великобритания | Manchester Apollo                   |
| 13 апреля 1986           | Бристоль        | Великобритания | Hippodrome                          |
| 14 апреля 1986           | Борнмут         | Великобритания | Bournemouth International Centre    |
| 16 апреля 1986           | Лондон          | Великобритания | Wembley Arena                       |
| 17 апреля 1986           | Лондон          | Великобритания | Wembley Arena                       |
| 24 апреля 1986           | Осло            | Норвегия       | Skedsmohallen                       |
| 25 апреля 1986           | Гётеборг        | Швеция         | Scandinavium                        |
| 26 апреля 1986           | Стокгольм       | Швеция         | Johanneshovs Isstadion              |
| 28 апреля 1986           | Копенгаген      | Дания          | Valby-Hallen                        |
| 29 апреля 1986           | Ганновер        | ФРГ            | Eilenriedehalle                     |
| 30 апреля 1986           | Ахен            | ФРГ            | Eurogress                           |
| 2 мая 1986               | Штутгарт        | ФРГ            | Hanns-Martin-Schleyer-Halle         |
| 3 мая 1986               | Мюнхен          | ФРГ            | Rudi-Sedlmayer-Halle                |
| 4 мая 1986               | Цюрих           | Швейцария      | Hallenstadion                       |
| 6 мая 1986               | Париж           | Франция        | Palais Omnisports Bercy             |
| 7 мая 1986               | Париж           | Франция        | Palais Omnisports Bercy             |
| 8 мая 1986               | Лион            | Франция        | Palais des Sports de Gerland        |
| 10 мая 1986              | Брюссель        | Бельгия        | Forest National                     |
| 11 мая 1986              | Дюссельдорф     | ФРГ            | Philips Halle                       |
| 13 мая 1986              | Людвигсхафен    | ФРГ            | Friedrich-Ebert-Halle               |
| 14 мая 1986              | Саарбрюккен     | ФРГ            | Saarlandhalle                       |
| 16 мая 1986              | Гамбург         | ФРГ            | Alsterdorfer Sporthalle             |
| 17 мая 1986              | Гамбург         | ФРГ            | Alsterdorfer Sporthalle             |
| 18 мая 1986              | Западный Берлин | ФРГ            | Waldbühne                           |
| 20 мая 1986              | Мюнстер         | ФРГ            | Münsterlandhalle                    |
| 21 мая 1986              | Бремен          | ФРГ            | Stadthalle                          |
| 22 мая 1986              | Дортмунд        | ФРГ            | Westfalenhallen                     |
| 24 мая 1986              | Роттердам       | Нидерланды     | Rotterdam Ahoy                      |
| 25 мая 1986              | Рюссельсхайм    | ФРГ            | Walter-Köbel-Halle                  |
| Северная Америка         |                 |                |                                     |
| 1 июня 1986              | Бостон          | США            | Wang Center                         |
| 3 июня 1986              | Аппер-Дерби     | США            | Tower Theater                       |
| 4 июня 1986              | Аппер-Дерби     | США            | Tower Theater                       |
| 6 июня 1986              | Нью-Йорк        | США            | Radio City Music Hall               |
| 7 июня 1986              | Нью-Йорк        | США            | Radio City Music Hall               |
| 8 июня 1986              | Нью-Йорк        | США            | Radio City Music Hall               |
| 10 июня 1986             | Кайахога-Фолс   | США            | Blossom Music Center                |
| 12 июня 1986             | Канандейгуа     | США            | Finger Lakes Performing Arts Center |
| 13 июня 1986             | Уанто           | США            | Jones Beach Amphitheatre            |
| 14 июня 1986             | Колумбия        | США            | Merriweather Post Pavilion          |
| 17 июня 1986             | Монреаль        | Канада         | Verdun Auditorium                   |
| 18 июня 1986             | Вон             | Канада         | Kingswood Music Theatre             |
| 20 июня 1986             | Вон             | Канада         | Kingswood Music Theatre             |
| 21 июня 1986             | Кларкстон       | США            | Pine Knob Music Theatre             |
| 22 июня 1986             | Хоффман-Эстейтс | США            | Poplar Creek Music Theater          |
| 24 июня 1986             | Сент-Пол        | США            | Civic Center                        |
| 26 июня 1986             | Форт-Уэрт       | США            | Will Rogers Memorial Center         |
| 28 июня 1986             | Остин           | США            | City Coliseum                       |
| 29 июня 1986             | Хьюстон         | США            | Southern Star Amphitheater          |
| 1 июля 1986              | Моррисон        | США            | Red Rocks Amphitheatre              |
| 3 июля 1986              | Парк-Сити       | США            | Park West Amphitheatre              |
| 5 июля 1986              | Беркли          | США            | Hearst Greek Theatre                |
| 6 июля 1986              | Маунтин-Вью     | США            | Shoreline Amphitheatre              |
| 8 июля 1986              | Ванкувер        | Канада         | Labatt's Expo Theatre               |
| 11 июля 1986             | Сан-Диего       | США            | San Diego Sports Arena              |
| 13 июля 1986             | Инглвуд         | США            | The Forum                           |
| 14 июля 1986             | Ирвайн          | США            | Meadows Amphitheatre                |
| 15 июля 1986             | Ирвайн          | США            | Meadows Amphitheatre                |
| Азия                     |                 |                |                                     |
| 21 июля 1986             | Осака           | Япония         | Festival Hall                       |
| 22 июля 1986             | Нагойя          | Япония         | Aichi Kōsei Nenkin Kaikan           |
| 23 июля 1986             | Токио           | Япония         | NHK Hall                            |
| Италия / Франция / Дания |                 |                |                                     |
| 4 августа 1986           | Фрежюс          | Франция        | Les Arènes                          |
| 5 августа 1986           | Пьетра-Лигуре   | Италия         | Stadio Comunale                     |
| 6 августа 1986           | Римини          | Италия         | Stadio Comunale                     |
| 8 августа 1986           | Ним             | Франция        | Arenes de Nîmes                     |
| 9 августа 1986           | Анси            | Франция        | Stade le Vieux                      |
| 11 августа 1986          | Руайан          | Франция        | Esplanade du Stade                  |
| 12 августа 1986          | Байонна         | Франция        | Les Arènes                          |
| 16 августа 1986          | Копенгаген      | Дания          | Valby Idrætspark                    |

## Участники

### Музыканты
- Дейв Гаан — солист;
- Мартин Гор — клавишные, сэмплирование, бэк-вокал.
- Энди Флетчер — клавишные, фонограмма со звуками;
- Алан Уайлдер — клавишные.

### Персонал
- Джо Фокс — объявления о предстоящих концертах;
- Джейн Спирс — дизайнер-осветитель, оператор микшерного пульта, режиссёр-постановщик, сценический оформитель;

## Критика
Один из сотрудников Melody Maker положительно отозвался о концерте и туре:

«С того самого момента, когда сверху, подобно большому шифоновому платку, спустились черные занавеси, <...> и до второго выхода на бис спустя час с лишним, „Depeche Mode“ выдавали первосортный электропоп, умный...»— Пол Мэзер
Эдриан Мэддокс заявил о том, что Гаан «мастерски овладеть искусством движения задом во время танца», что ещё было отмечено некоторыми два года назад.

«Гор — единственный помимо него участник группы, который периодически спускается со своего пьедестала. Он поизвращеннее Дейва — на нем дизайнерские наручники и эсэсовские ботинки, а на груди, похоже, обрывки нижнего белья его подружки»— Эдриан Мэддокс
Ди-джей Джон Пил сказал, что этот тур более, чем достойный:

«Если уж нам необходимы группы, которые смогут собирать полные стадионы по всему миру, то пусть они будут похожи на „Depeche Mode“»— Джон Пил